# Just Can't Get To You
«Just Can't Get To You» (Simplemente No Puedo Llegar a Ti) es el sexto y último sencillo del álbum Tambu de la banda de rock Toto, Grabado y Lanzado en 1995.

## Lista de canciones
1. "Just Can't Get To You" (5:03)
2. "I'll Be Over You" (3:50)

## Músicos
- Steve Lukather: Voz, coros, guitarra.
- David Paich: Teclados.
- Simon Phillips: Batería.
- Mike Porcaro: Bajo.

- Datos: Q110270949